# 殷淡
殷淡，字夷远，陈郡长平人，刘宋大臣。殷融曾孙，殷允之孙，殷穆之子，殷淳、殷冲之弟。
殷淡历任黄门吏部郎，太子中庶子，领步兵校尉。大明年间，以文章见知，为当时才士。大明三年（459年）十一月，朝廷议论遇到大雨和丧事，是否更改祭祀太庙德日期。时任殿中郎德殷淡上奏议：“《礼记·曾子问》记载，日蚀、太庙火灾、三牲未杀，可以停止祭祀。有变故就派人祭祀。告祭祖庙敬重，郊祀天地礼大，所以庙焚日蚀，容许改变日期；如果是一般丧葬小事，事理上说不合改动。郊祀之牛被鼷鼠咬伤，改它牛占卜，不合礼制。晋武帝让有司代为行事，司空顾和更改郊月，看不出其当时的理由，这些事不足为准。我以为日蚀庙火，天谴之变，才可以改变日期。至于举哀小故，不宜改变时间。”大明年间，宋文帝章太后庙未有乐章，宋孝武帝派尚书左丞殷淡创作新歌诗，殷淡创作章庙乐舞歌祠。包括《肃成乐》《引牲乐》《嘉荐乐》《韶夏乐》《永至乐》《章德凯容》。宋明帝又亲自创作昭太后、宣太后歌诗。